# Liste von Fluggesellschaften mit Betriebsverbot in der Europäischen Union
Liste von Fluggesellschaften mit Betriebsverbot in der Europäischen Union (Stand 30. November 2023).
| Fluggesellschaft | Air Operator Certificate (AOC) Lizenznummer | ICAO-Code | Land                         |
| --- | ------------------------------------------- | --------- | ---------------------------- |
| Air Zimbabwe | 177/04                                      | AZW       | Simbabwe                     |
| Avior Airlines | ROI-RNR-011                                 | ROI       | Venezuela                    |
| Blue Wing Airlines | SRBWA-01/2002                               | BWI       | Suriname                     |
| Iran Aseman Airlines | FS-102                                      | IRC       | Iran                         |
| Fly Baghdad | 007                                         | FBA       | Irak                         |
| Iraqi Airways | 001                                         | IAW       | Irak                         |
| Alle Luftfahrtunternehmen, die von den für die Regulierungsaufsicht zuständigen Behörden von Afghanistan zertifiziert sind                                                       |                                             |           |                              |
| Ariana Afghan Airlines | AOC 009                                     | AFG       | Afghanistan                  |
| Kam Air | AOC 001                                     | KMF       | Afghanistan                  |
| Alle Luftfahrtunternehmen, die von den für die Regulierungsaufsicht zuständigen Behörden von Angola zertifiziert sind mit der Ausnahme von TAAG Angola Airlines und Heli Malongo |                                             |           |                              |
| Aerojet | AO-008/11-07/17 TEJ                         | TEJ       | Angola                       |
| Air Guicango | AO-009/11-06/17 YYY                         | Unbekannt | Angola                       |
| Air Jet | AO-006/11-08/18 MBC                         | MBC       | Angola                       |
| Bestflya Aircraft Management | AO-015/15-06/17YYY                          | Unbekannt | Angola                       |
| Heliang | AO 007/11-08/18 YYY                         | Unbekannt | Angola                       |
| SJL | AO-014/13-08/18YYY                          | Unbekannt | Angola                       |
| Sonair | AO-002/11-08/17 SOR                         | SOR       | Angola                       |
| Alle Luftfahrtunternehmen, die von den für die Regulierungsaufsicht zuständigen Behörden von Armenien zertifiziert sind                                                          |                                             |           |                              |
| Air Dilijans | AM AOC 065                                  | NGT       | Armenien                     |
| Armenian Airlines | AM AOC 076                                  | AAG       | Armenien                     |
| Armenia Airways | AM AOC 063                                  | AMW       | Armenien                     |
| Armenian Helicopters | AM AOC 067                                  | KAV       | Armenien                     |
| Fly Arna | AM AOC 075                                  | ACY       | Armenien                     |
| Flyone Armenia | AM AOC 074                                  | FIE       | Armenien                     |
| Hayways | AM AOC 078                                  | HYY       | Armenien                     |
| Novair | AM AOC 071                                  | NAI       | Armenien                     |
| Shirak Avia | AM AOC 072                                  | SHS       | Armenien                     |
| Skyball | AM AOC 073                                  | N/A       | Armenien                     |
| Alle Luftfahrtunternehmen, die von den für die Regulierungsaufsicht zuständigen Behörden der Republik Kongo zertifiziert sind                                                    |                                             |           |                              |
| Canadian Airways Congo | CG-CTA 006                                  | TWC       | Republik Kongo               |
| Equaflight Services | CG-CTA 002                                  | EKA       | Republik Kongo               |
| Equajet | RAC06-007                                   | EKJ       | Republik Kongo               |
| Trans Air Congo | CG-CTA 001                                  | TSG       | Republik Kongo               |
| Société Nouvelle Air Congo | CG-CTA 004                                  | Unbekannt | Republik Kongo               |
| Alle Luftfahrtunternehmen, die von den für die Regulierungsaufsicht zuständigen Behörden der Demokratischen Republik Kongo zertifiziert sind                                     |                                             |           |                              |
| AB Business | AAC/DG/OPS-09/14                            | Unbekannt | Demokratische Republik Kongo |
| Air Fast Congo | AAC/DG/OPS-09/03                            | Unbekannt | Demokratische Republik Kongo |
| Air Kasaï | AAC/DG/OPS-09/11                            | Unbekannt | Demokratische Republik Kongo |
| Air Katanga | AAC/DG/OPS-09/08                            | Unbekannt | Demokratische Republik Kongo |
| Busy Bee Congo | AAC/DG/OPS-09/04                            | Unbekannt | Demokratische Republik Kongo |
| FlyCAA | AAC/DG/OPS-09/02                            | FPY       | Demokratische Republik Kongo |
| Congo Airways | AAC/DG/OPS-09/01                            | CGA       | Demokratische Republik Kongo |
| Goma Express | AAC/DG/OPS-09/13                            | Unbekannt | Demokratische Republik Kongo |
| Kin Avia | AAC/DG/OPS-09/10                            | Unbekannt | Demokratische Republik Kongo |
| Malu Aviation | AAC/DG/OPS-09/05                            | Unbekannt | Demokratische Republik Kongo |
| Serve Air Cargo | AAC/DG/OPS-09/07                            | Unbekannt | Demokratische Republik Kongo |
| Swala Aviation | AAC/DG/OPS-09/06                            | Unbekannt | Demokratische Republik Kongo |
| Tracep Congo Aviation | AAC/DG/OPS-09/15                            | Unbekannt | Demokratische Republik Kongo |
| Alle Luftfahrtunternehmen, die von den für die Regulierungsaufsicht zuständigen Behörden von Dschibuti zertifiziert sind                                                         |                                             |           |                              |
| Daallo Airlines | Unbekannt                                   | DAO       | Dschibuti                    |
| Alle Luftfahrtunternehmen, die von den für die Regulierungsaufsicht zuständigen Behörden von Äquatorialguinea zertifiziert sind                                                  |                                             |           |                              |
| CEIBA Intercontinental | 2011/0001/MTTCT/DGAC/SOPS                   | CEL       | Äquatorialguinea             |
| Cronos Airlines | 2011/0004/MTTCT/DGAC/SOPS                   | CRA       | Äquatorialguinea             |
| Alle Luftfahrtunternehmen, die von den für die Regulierungsaufsicht zuständigen Behörden von Eritrea zertifiziert sind                                                           |                                             |           |                              |
| Eritrean Airlines | AOC No 004                                  | ERT       | Eritrea                      |
| Nasair Eritrea | AOC No 005                                  | NAS       | Eritrea                      |
| Alle Luftfahrtunternehmen, die von den für die Regulierungsaufsicht zuständigen Behörden von Kirgistan zertifiziert sind                                                         |                                             |           |                              |
| Aero Nomad Airlines | 57                                          | ANK       | Kirgisistan                  |
| Aerostan | 8                                           | BSC       | Kirgisistan                  |
| Air Company Air KG | 50                                          | Unbekannt | Kirgisistan                  |
| Aircompany Moalem Aviation | 56                                          | AMA       | Kirgisistan                  |
| Avia Traffic Company | 23                                          | AVJ       | Kirgisistan                  |
| Central Asian Aviation Services | 58                                          | KAS       | Kirgisistan                  |
| Flysky Airlines | 53                                          | FSQ       | Kirgisistan                  |
| Global 8 Airlines | 59                                          | FSQ       | Kirgisistan                  |
| Heli Sky | 47                                          | HAC       | Kirgisistan                  |
| KAP.KG Aircompany | 52                                          | KGS       | Kirgisistan                  |
| MAC.KG Airlines | 61                                          | MSK       | Kirgisistan                  |
| Sapsan Airline | 54                                          | KGB       | Kirgisistan                  |
| SkyJet | 60                                          | SJL       | Kirgisistan                  |
| Sky KG Airlines | 41                                          | KGK       | Kirgisistan                  |
| Trans Caravan KG | 55                                          | TCK       | Kirgisistan                  |
| TezJet Air | 46                                          | TEZ       | Kirgisistan                  |
| Alle Luftfahrtunternehmen, die von den für die Regulierungsaufsicht zuständigen Behörden von Liberia zertifiziert sind                                                           |                                             |           |                              |
| Alle Luftfahrtunternehmen, die von den für die Regulierungsaufsicht zuständigen Behörden von Libyen zertifiziert sind                                                            |                                             |           |                              |
| Afriqiyah Airways | 007/01                                      | AAW       | Libyen                       |
| Air Libya | 004/01                                      | TLR       | Libyen                       |
| Al Maha Aviation | 030/18                                      | Unbekannt | Libyen                       |
| Berniq Airways | 032/21                                      | BNL       | Libyen                       |
| Buraq Air | 002/01                                      | BRQ       | Libyen                       |
| Global Air Transport | 008/05                                      | GAK       | Libyen                       |
| Hala Airlines | 033/21                                      | HTP       | Libyen                       |
| Libyan Airlines | 001/01                                      | LAA       | Libyen                       |
| Libyan Wings Airlines | 029/15                                      | LWA       | Libyen                       |
| Petro Air | 025/08                                      | PEO       | Libyen                       |
| Alle Luftfahrtunternehmen, die von den für die Regulierungsaufsicht zuständigen Behörden von Nepal zertifiziert sind                                                             |                                             |           |                              |
| Air Dynasty Heli. S. | 035/2001                                    | Unbekannt | Nepal                        |
| Altitude Air | 085/2016                                    | Unbekannt | Nepal                        |
| Buddha Air | 014/1996                                    | BHA       | Nepal                        |
| Fishtail Air | 017/2001                                    | Unbekannt | Nepal                        |
| Summit Air | 064/2010                                    | Unbekannt | Nepal                        |
| Heli Everest | 086/2016                                    | Unbekannt | Nepal                        |
| Himalaya Airlines | 084/2015                                    | HIM       | Nepal                        |
| Kailash Helicopter Services | 087/2018                                    | Unbekannt | Nepal                        |
| Makalu Air | 057A/2009                                   | Unbekannt | Nepal                        |
| Manang Air PVT | 082/2014                                    | Unbekannt | Nepal                        |
| Mountain Helicopters | 055/2009                                    | Unbekannt | Nepal                        |
| Prabhu Helicopters | 081/2013                                    | Unbekannt | Nepal                        |
| Nepal Airlines Corporation | 003/2000                                    | RNA       | Nepal                        |
| Saurya Airlines | 083/2014                                    | Unbekannt | Nepal                        |
| Shree Airlines | 030/2002                                    | SHA       | Nepal                        |
| Simrik Air | 034/2000                                    | Unbekannt | Nepal                        |
| Simrik Airlines | 052/2009                                    | RMK       | Nepal                        |
| Sita Air | 033/2000                                    | STA       | Nepal                        |
| Tara Air | 053/2009                                    | Unbekannt | Nepal                        |
| Yeti Airlines | 037/2004                                    | NYT       | Nepal                        |
| Folgende Luftfahrtunternehmen, die von den für die Regulierungsaufsicht zuständigen Behörden von Russland zertifiziert sind                                                      |                                             |           |                              |
| Aeroflot | 1                                           | AFL       | Russland                     |
| Aircompany Ikar | 36                                          | KAR       | Russland                     |
| Alrosa Airlines | 230                                         | DRU       | Russland                     |
| Aurora Airlines | 486                                         | SHU       | Russland                     |
| Aviastar-TU | 458                                         | TUP       | Russland                     |
| I-Fly | 533                                         | RSY       | Russland                     |
| IrAero | 480                                         | IAE       | Russland                     |
| Izhavia | 479                                         | IZA       | Russland                     |
| NordStar | 452                                         | TYA       | Russland                     |
| Nordwind Airlines | 516                                         | NWS       | Russland                     |
| Pobeda | 562                                         | PBD       | Russland                     |
| Rossiya | 2                                           | SDM       | Russland                     |
| Rusjet | 498                                         | RSJ       | Russland                     |
| RusLine | 225                                         | RLU       | Russland                     |
| S7 Airlines | 31                                          | SBI       | Russland                     |
| Skol Airline | 228                                         | CDV       | Russland                     |
| SmartAvia | 466                                         | AUL       | Russland                     |
| Ural Airlines | 18                                          | SVR       | Russland                     |
| Utair | 6                                           | UTA       | Russland                     |
| UVT Aero | 567                                         | UVT       | Russland                     |
| Yakutia Airlines | 464                                         | SYL       | Russland                     |
| Yamal Airlines | 142                                         | LLM       | Russland                     |
| Alle Luftfahrtunternehmen, die von den für die Regulierungsaufsicht zuständigen Behörden von São Tomé und Príncipe zertifiziert sind                                             |                                             |           |                              |
| Africa’s Connection | 10/AOC/2008                                 | ACH       | São Tomé und Príncipe        |
| STP Airways | 03/AOC/2006                                 | STP       | São Tomé und Príncipe        |
| Alle Luftfahrtunternehmen, die von den für die Regulierungsaufsicht zuständigen Behörden von Sierra Leone zertifiziert sind                                                      |                                             |           |                              |
| Alle Luftfahrtunternehmen, die von den für die Regulierungsaufsicht zuständigen Behörden des Sudan zertifiziert sind                                                             |                                             |           |                              |
| Alfa Airlines SD | 54                                          | AAJ       | Sudan                        |
| Badr Airlines | 35                                          | BDR       | Sudan                        |
| Blue Bird Aviation | 11                                          | BLB       | Sudan                        |
| Eldinder Aviation | 8                                           | DND       | Sudan                        |
| Green Flag Aviation | 17                                          | GNF       | Sudan                        |
| Helejetic Air | 57                                          | HJT       | Sudan                        |
| Kata Air Transport | 9                                           | KTV       | Sudan                        |
| Kush Aviation | 60                                          | KUH       | Sudan                        |
| Nova Airways | 46                                          | NOV       | Sudan                        |
| Sudan Airways | 1                                           | SUD       | Sudan                        |
| Sun Air | 51                                          | SNR       | Sudan                        |
| Tarco Air | 56                                          | TRQ       | Sudan                        |

Liste der Luftfahrtunternehmen, die Betriebseinschränkungen innerhalb der Union unterliegen
| Fluggesellschaft | Air Operator Certificate (AOC) Lizenznummer | ICAO-Code | Einschränkung                                                         | Land      |
| ---------------- | ------------------------------------------- | --------- | --------------------------------------------------------------------- | --------- |
| Iran Air         | FS100                                       | IRA       | Alle Flugzeuge der Typen Fokker F100 und Boeing 747                   | Iran      |
| Air Koryo        | GAC-AOC/KOR-01                              | KOR       | Alle Flugzeuge mit Ausnahme zweier Flugzeuge des Types Tupolew TU-204 | Nordkorea |